# C koi ta zik
 (avril 2016).
Si vous disposez d'ouvrages ou d'articles de référence ou si vous connaissez des sites web de qualité traitant du thème abordé ici, merci de compléter l'article en donnant les références utiles à sa vérifiabilité et en les liant à la section « Notes et références ».
C koi ta Zik est un jeu télévisé musical français présenté par Juan Massenya, et diffusée à partir du 20 octobre 2012 sur France ô.

## Concept de l'émission
Juan Massenya sillonne les rues de Paris à la recherche de deux candidats pour s'affronter sur un quiz musical. Il s'agit plus exactement deux fans d'un même artiste. L'animateur sélectionne des morceaux de playlist de l'artiste selon son style de musique. La première partie de l'émission est un blind test, où l'animateur leur fait écouter des extraits musicaux. Le candidat qui pense avoir la bonne réponse, doit saisir rapidement le micro pour donner le titre ou le nom de l'interprète. Si sa réponse est bonne, il marque 2 points. Dans le cas contraire, la main passe à son adversaire qui joue pour 1 point. Le candidat qui marque le plus de point, accède à la finale où il peut gagner entre 3 mois et 1 an d'abonnements Premium+ chez Deezer. Dans l'émission du vendredi, il affronte son artiste préféré s'il est le meilleur candidat de la semaine. 
Parmi les artistes qui ont participé à C koi ta Zik, il y a Brice Conrad, La Fouine, Zaho, ou encore Féfé. 

## Audiences
Le 31 décembre 2014, l'émission a réuni 40 000 téléspectateurs.